# Тельчак-Пуэбло (муниципалитет)
Тельчак-Пуэбло (исп. Telchac Pueblo) — муниципалитет в Мексике, штат Юкатан, с административным центром в посёлке Тельчак. Численность населения, по данным переписи 2010 года, составила 3557 человек.

## Общие сведения
Название Telchac c майянского языка можно перевести как: необходимый дождь или длинные корни манговых деревьев. Приставка Pueblo — с исп. — «поселение», появилась позже, чтобы внести различие с Тельчак-Пуэрто.
Площадь муниципалитета равна 58 км², что составляет 0,15 % от площади штата, а наивысшая точка — 9 метров над уровнем моря, расположена в поселении Сан-Роке.
Он граничит с другими муниципалитетами Юкатана: на севере с Тельчак-Пуэрто, на востоке с Синанче, на юге с Мотулем, и на западе с Цемулем.

## Учреждение и состав
Муниципалитет был образован в 1900 году, в его состав входит 13 населённых пунктов, самый крупный из которых административный центр:
| Код INEGI                  | Населённый пункт                                                                | Численность населения (2005 год) | Численность населения (2010 год) |
| -------------------------- | ------------------------------------------------------------------------------- | -------------------------------- | -------------------------------- |
| 082                        | Всего                                                                           | 3404                             | 3557                             |
| 0001                       | Тельчак (исп. Telchac) 21°12′08″ с. ш. 89°16′20″ з. д. (административный центр) | 3377                             | 3517                             |
| 0013                       | Сан-Роке (исп. San Roque) 21°15′20″ с. ш. 89°15′25″ з. д.                       | 9                                | 14                               |
| —                          | Прочие                                                                          | 18                               | 26                               |
| Названия на карте Генштаба |                                                                                 |                                  |                                  |

## Экономика
По статистическим данным 2000 года, работоспособное население занято по секторам экономики в следующих пропорциях:
- торговля, сферы услуг и туризма — 37,9 %;
- сельское хозяйство и скотоводство — 35,5 %;
- производство и строительство — 25,9 %;
- безработные — 0,7 %.

## Инфраструктура
По статистическим данным 2010 года, инфраструктура развита следующим образом:
- протяжённость дорог: 12,7 км;
- электрификация: 98 %;
- водоснабжение: 78,2 %;
- водоотведение: 76,9 %.

## Достопримечательности
В муниципалитете можно посетить церковь Святого Франсиска Ассизского, а также бывшую асьенду Сан-Хуан-Лисаррага.

## Фотографии

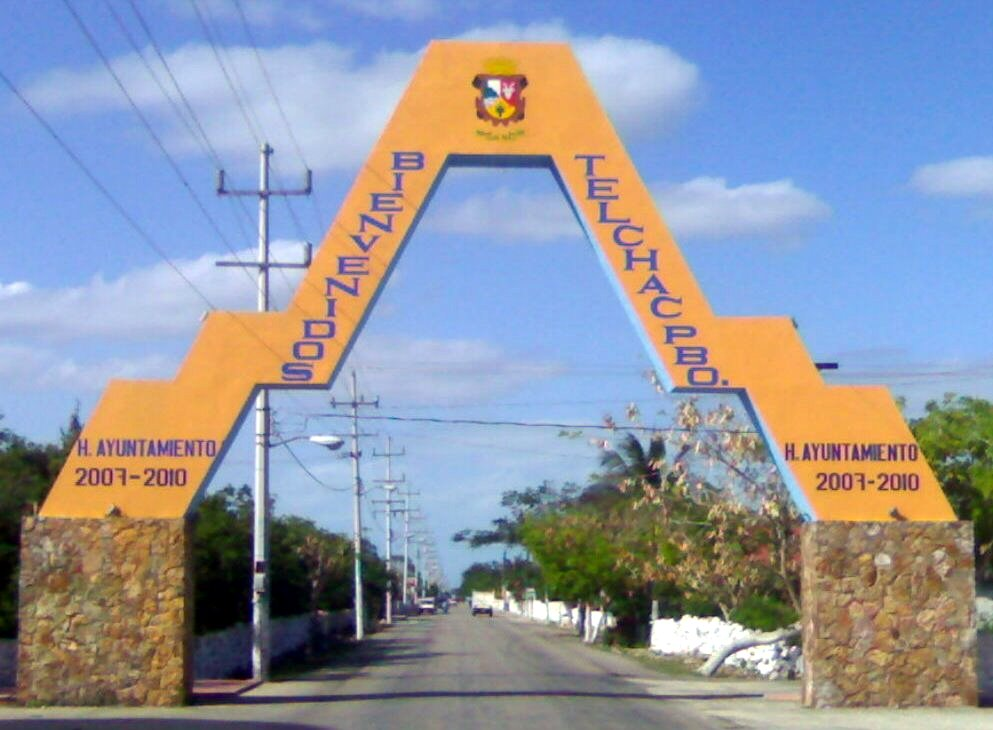
Арка на въезде в Тельчак
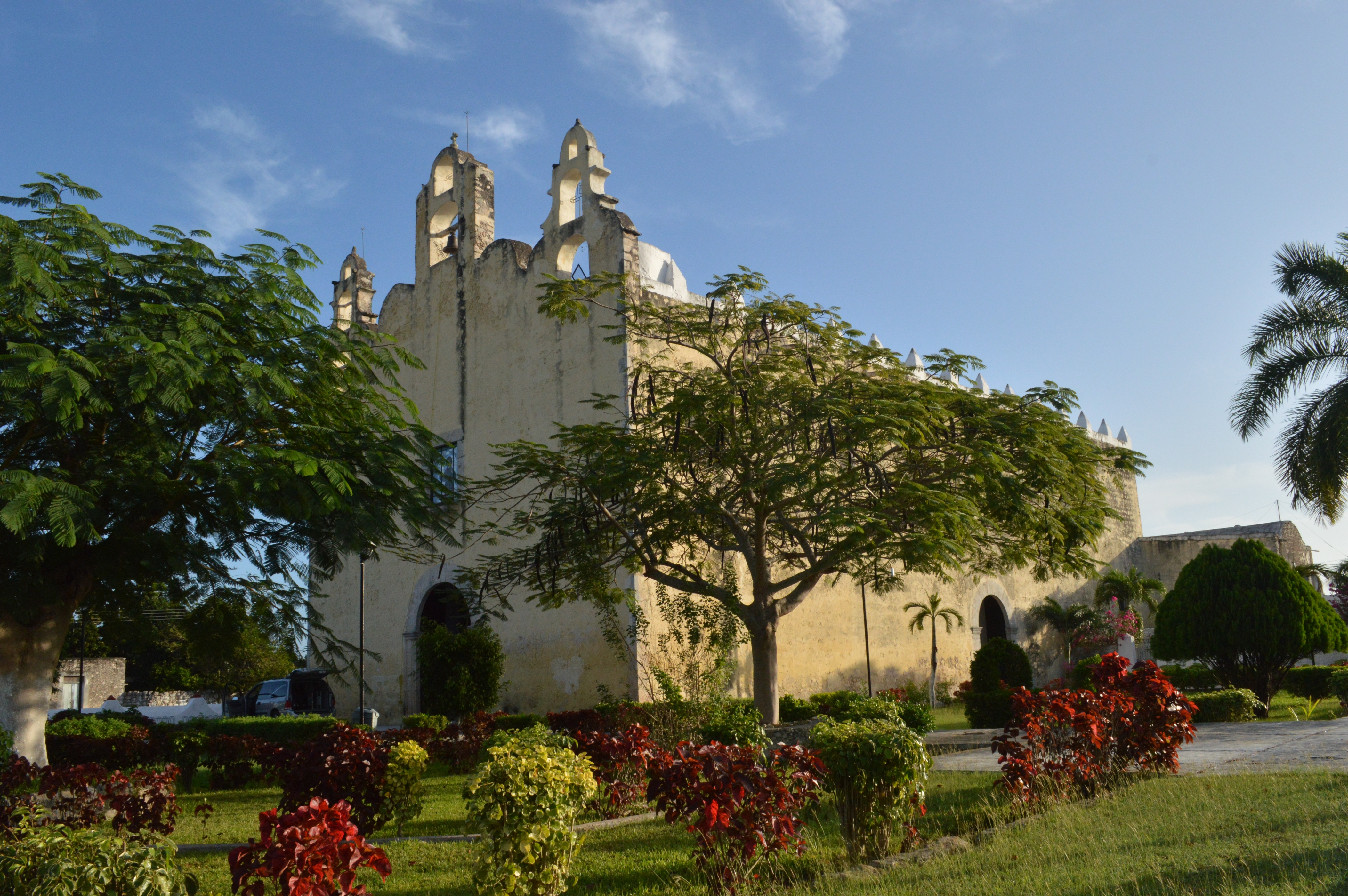
Церковь Святого Франциска